# Fredrik von Platen
Fredrik Christian von Platen, född 28 januari 1755 i Skogs-Tibble socken, död 4 mars 1815 i Vänersborg under hemresa från fälttåget mot Norge, var en svensk militär.

## Biografi
Fredrik von Platen var son till Baltzar Achates von Platen och Wilhelmina Lovia Fredrika Ulrika Iserhielm. Han blev volontär vid Blixenska regementet i Stralsund 1766, rustmästare vid Tavastehus regemente 1767, förare där 1768, sergeant 1770, sergeant vid Savolax regemente 1772, fänrik där 1773, genom byte fänrik vid Hälsinge regemente 1774 och stabslöjtnant där 1777. Platen blev stabskapten 1778 och stabsmajor 1790. Han deltog i Gustav III:s ryska krig, under vilket han närvarade vid slaget vid Kaipiais och undertecknandet av Anjalaakten. von Platen blev premiärmajor 1792, överstelöjtnant 1798 och överste i armén 1803. År 1808 deltog han i fälttåget mot Norge 1808 och i kriget i Finland 1808–1809, under vilket han deltog i slaget vid Lappfjärd och slaget vid Oravais. Vid Oravais kommenderade han som brigadchef avantgardet och uppehöll under flera timmar ryssarna och sårades där svårt i halsen av en kanonkula. von Platen var 1809–1815 regementschef för Hälsinge regemente. Han befordrades 1814 till generalmajor. Fredrik von Platen blev 1790 riddare och 1809 riddare med stort kors av Svärdsorden.